# 황지노
황지노(본명: 홍승진, 1980년 3월 16일 ~ )는 대한민국의 배우이다.

## 생애
- 대한민국 강원특별자치도 철원군에서 태어나 청소년기를 보냈다.
- 동국대학교 대학원 연극예술학을 재학한 뒤 연극 배우로 활동하다가 영화 배우로 활동을 시작하였다.
- 2005년 영화 《싸움의 기술》에서 불량배 '빠코'역을 통해 많은 대중들에게 알려져 있다.
- 1996년 전국체육대회 태권도 3위로 우승 차지를 하였다.

## 출연

### 방송
- 힐러 (2014년)
- 김수로 (2010년)
- 드림 (2009년)
- 맞짱 (2008년)

### 영화
- 숨비소리 (2017년, 단편, 제작총괄)
- 김복남 살인사건의 전말 (2010년)
- 모던 보이 (2008년) - 철권 역
- GP506 (2008년)
- 싸움의 기술 (2006년) - 빠코 역

### 뮤직비디오
- 에코 브릿지 - 나랑 가자
- 아이 투 아이 - 남자답게